# Lundröksvamp
Lundröksvamp (Lycoperdon atropurpureum) är en svampart som beskrevs av Vittad. 1842. Enligt Catalogue of Life ingår Lundröksvamp i släktet Lycoperdon,  och familjen Agaricaceae, men enligt Dyntaxa är tillhörigheten istället släktet Lycoperdon,  och familjen röksvampar. Arten är reproducerande i Sverige. Inga underarter finns listade i Catalogue of Life.

## Källor

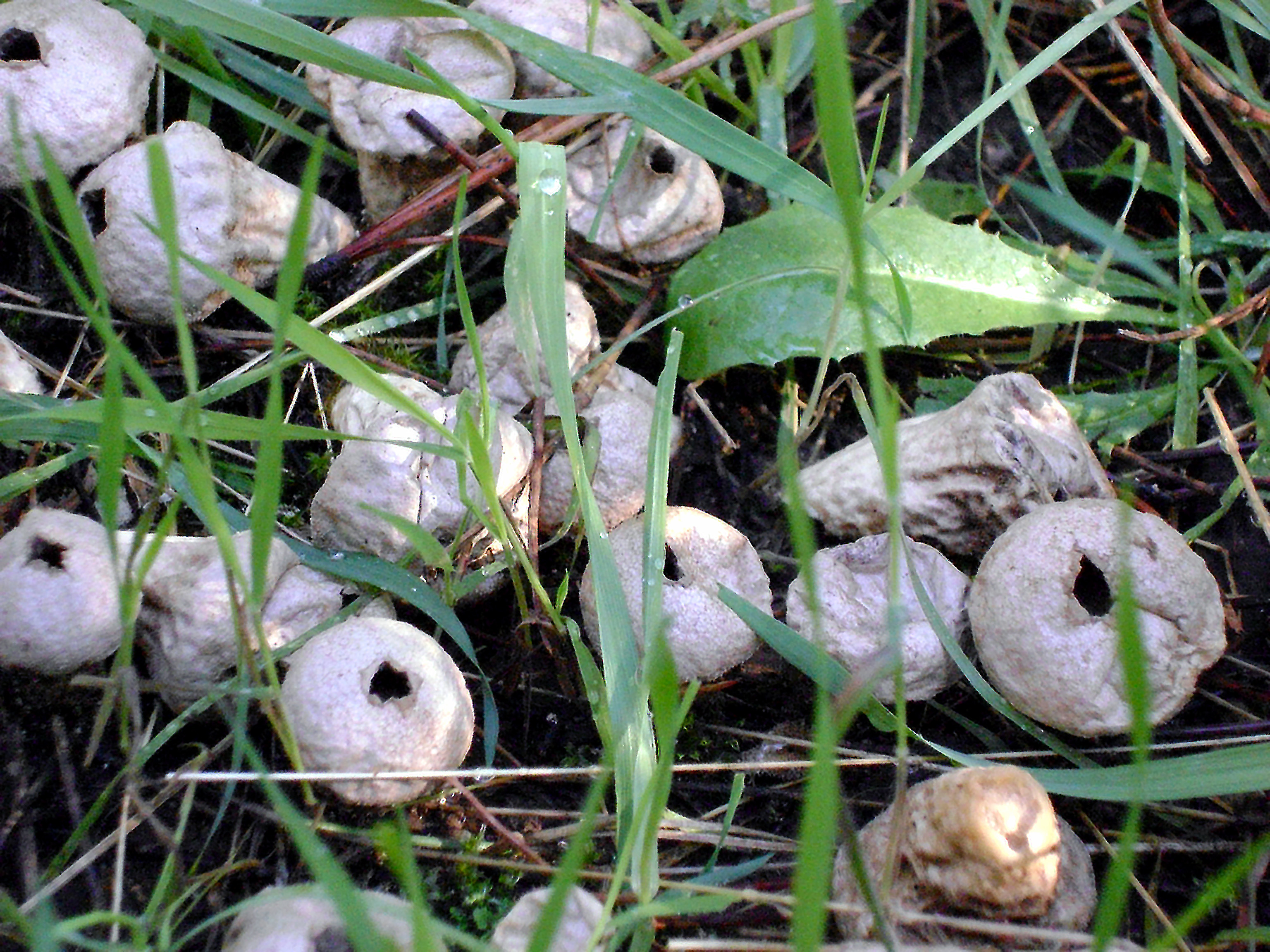
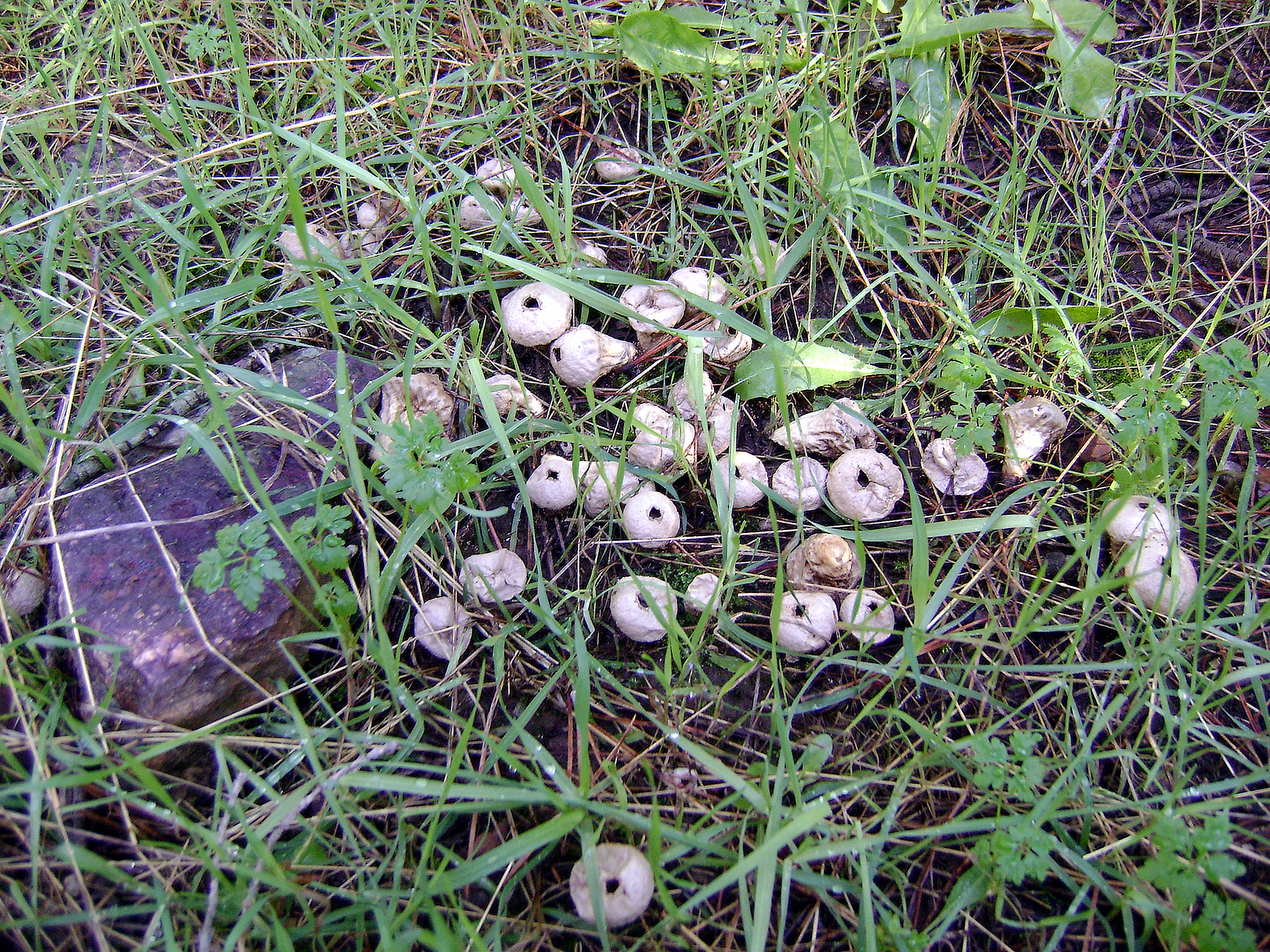